# 冷发光

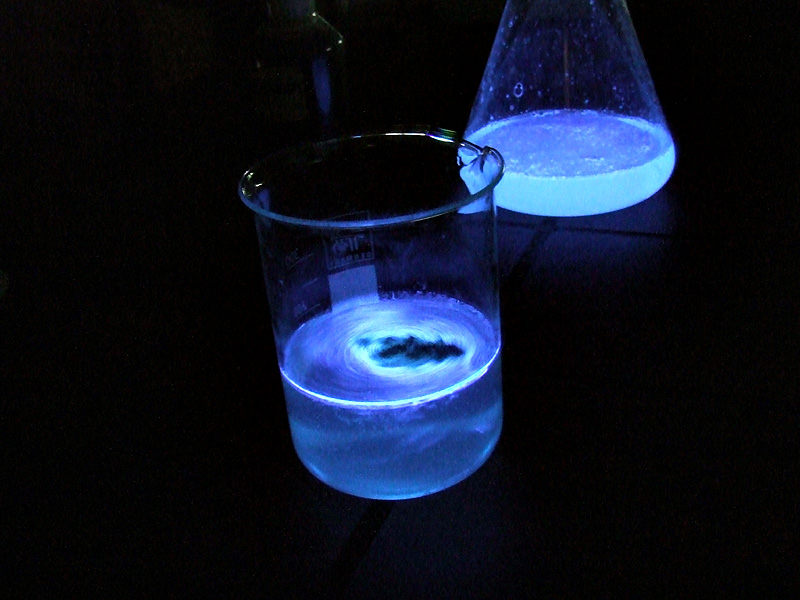
鲁米诺和血红蛋白，化学发光的一个例子

冷发光（Luminescence）指物体在发光过程中不产生大量的热量，温度没有明显的升高，一般保持在常温。主要包括：
- 光致发光（PL），由光照（通常是紫外线或X射线）激发的光，包括
  - 荧光
  - 磷光

- 電致發光（EL）
  - 阴极射线发光，由阴极射线（高能电子束流）所引起的发光

- 化学发光（CL），由化学反应所引起的发光
  - 生物发光，生物体的冷发光现象，例如螢火蟲发的光

- 辐致发光

- 力致发光
  - 声致发光
  - 摩擦發光
  - 压致发光

- 星际物质在引力作用下发光